# عقد 980
عقد 980 هو عقد امتد بين 1 يناير 980 و31 ديسمبر 989 بحسب التقويم الميلادي. سبقه عقد 970 ولحقه عقد 990.

## أحداث
- غزو برشلونة (985)
- معمودية كيفانس (988)
- معركة ستيلو (982)
- معركة حصن روطة (981)
- معركة شنت بجنت (981)

## مواليد
- جغري بك (989)
- حمزة بن علي بن أحمد (985)
- ابن سينا (980)
- أبو القاسم القشيري (986)
- غايمار الثالث أمير ساليرنو (983)
- ثيودورا الثالثة (984)
- أديمار شابان (989)
- ابن حيان القرطبي (987)
- إيما نورماندي (985)
- سانشو الثالث ملك نافارا (985)
- رالف غلابر (985)

## وفيات
- راميرو الثالث ملك ليون (985)
- يوحنا الرابع عشر (984)
- أبو علي الفارسي (987)
- أبو الليث السمرقندي (983)
- الحسن بن كنون (985)
- محمد بن خفيف الشيرازي (982)
- إلبيرا راميريز (982)
- عبد الرحمن بن عمر الصوفي (986)
- أوتو الثاني (983)
- باسيل ليكابينوس (985)
- غيونغجونغ ملك غوريو (981)

## كتب
- Yves Denis Papin (1998). Chronologie de l'histoire ancienne. Lieu de publication non identifié: Éditions Jean-paul Gisserot. ISBN:2-87747-346-5. OCLC:40746926. مؤرشف من الأصل في 2022-03-16.
- موسوعة حضارة العالم (2002) لأحمد محمد عوف.

## روابط خارجية
- تصفح سنة بسنة عقد 980 على موقع onthisday.com
- تصفح سنة بسنة عقد 980 ابتداءً من سنة عقد 980 على موقع المكتبة الوطنية الفرنسية